# Ваув
Ваув (нід. Wouw) — село в нідерландській провінції Північний Брабант. Входить до муніципалітету Розендал.
Його площа становить 8,82 км², а населення станом на 2021 рік складало 4 795 осіб.
До 1997 року мало статус окремого муніципалітету.

## Галерея

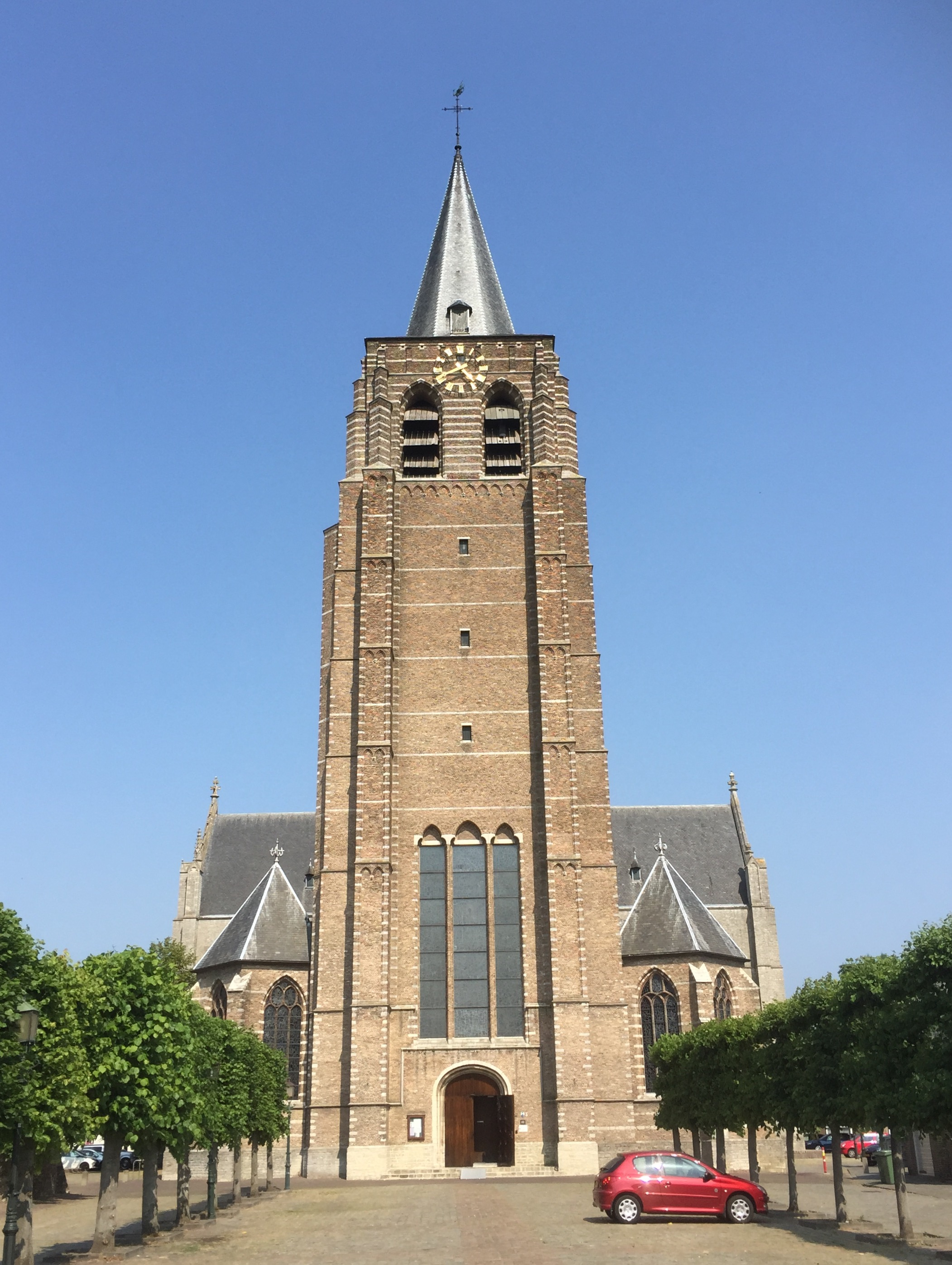
Церква св. Ламберта
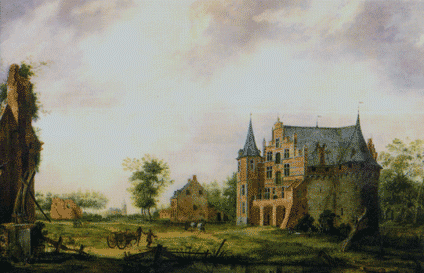
Малюнок замку Ваув (1775)
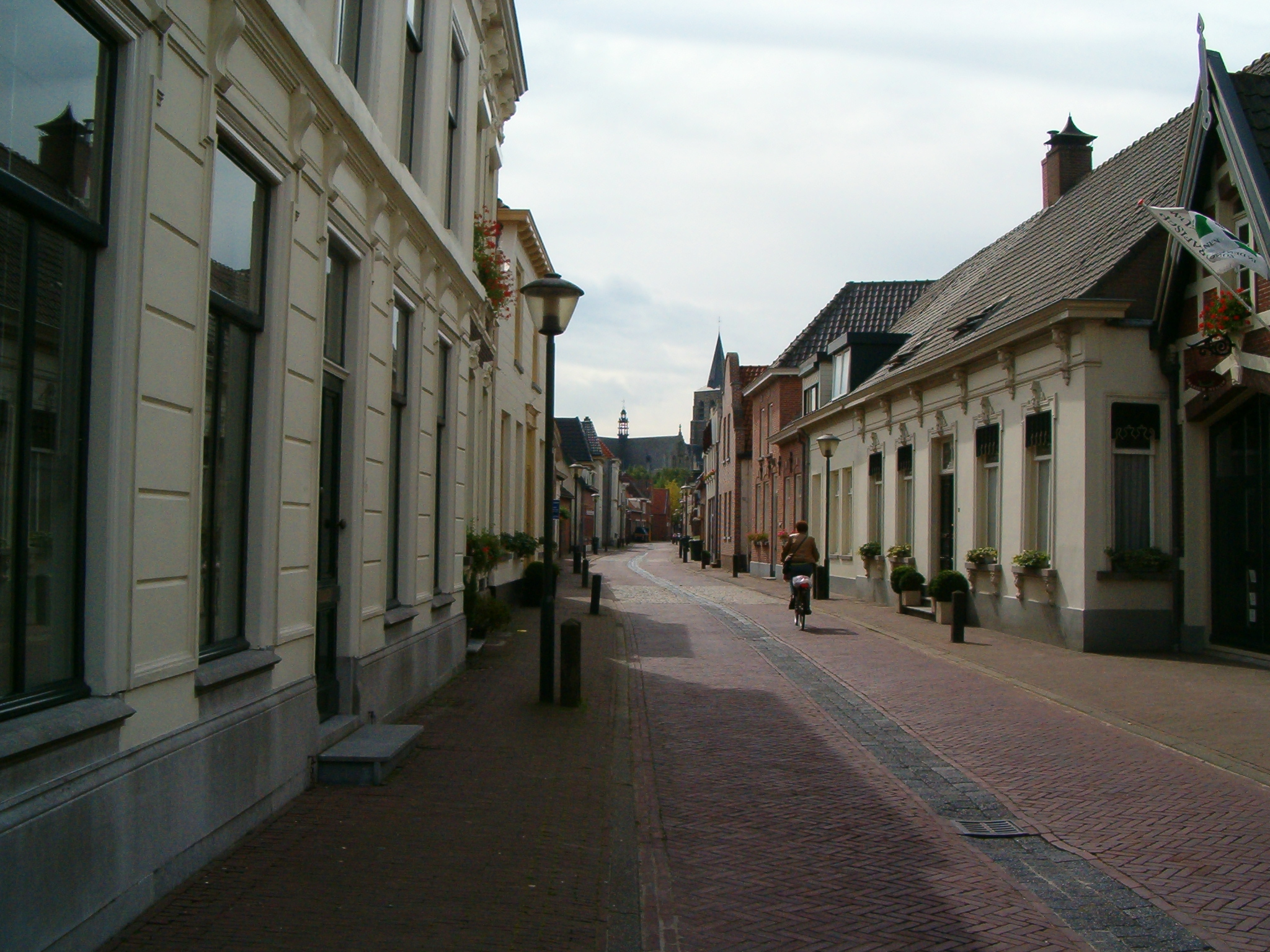
Сільська вулиця
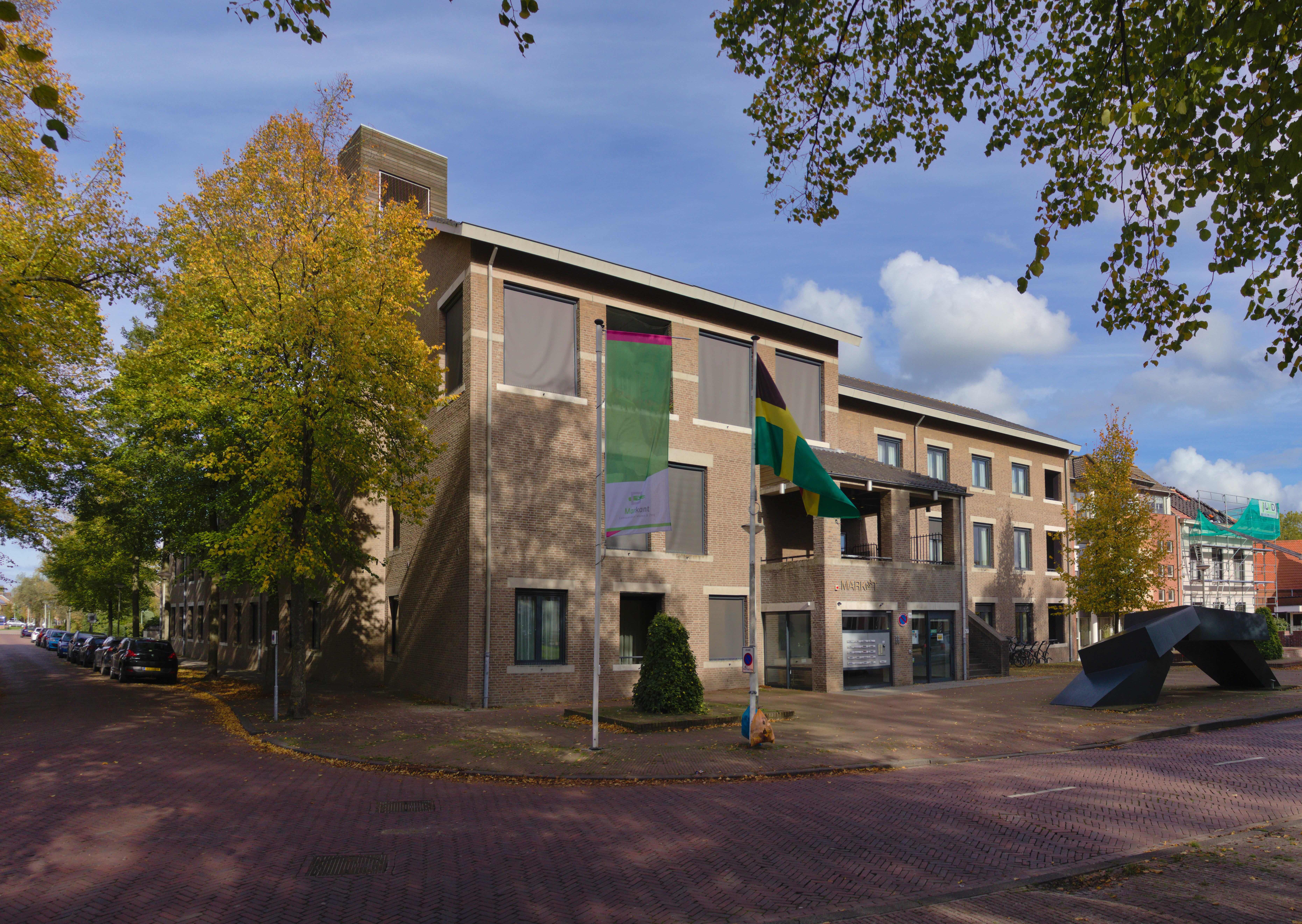
Будівля мерії